# Leif Axmyr
Leif Bruno Axmyr, född 11 juni 1938 i Göteborg, död 11 oktober 2018 i Sankt Nikolai distrikt i Halmstad, var en svensk brottsling. Han var vid sitt frigivande 2016 den av Sveriges livstidsfångar som oavbrutet suttit längst tid i fängelse. Redan 1997 angav Svenska Dagbladet att Axmyr var den fånge av dem som då var fängslade som oavbrutet suttit längst i fängelse. Örebro tingsrätt tidsbestämde Axmyrs straff till 51 år. Den 2 juni 2016 frigavs han villkorligt efter drygt 34 år i fängelse.

## Biografi
Axmyr berättade i en radiodokumentär 2008 att han var en "horunge" och tillbringade sina första sju år på barnhem, först på Kustens barnhem (Ekedalens barnhem) och därefter på Vidkärrs barnhem, båda i Göteborg. Förhållandena där var enligt Axmyr hårda och aga vanligt förekommande. Redan som ung begick han våldsbrott: "När han var 17 åkte han hem till styvpappan och slog tillbaka. – Det är nog enda gången som jag njutit av att det krasade när jag slog. Jag hade slagit ihjäl honom om inte kompisarna gått emellan." Axmyr dömdes första gången till fängelse 1958 för rån och tillbringade med korta avbrott närmare 60 år i svenska fängelser. När han var yngre ansågs han ha en "sällsynt dålig anpassning till kriminalvården". Axmyr ansågs under lång tid vara en ledargestalt inom fängelsevärlden med många noteringar om våld eller hot. Han genomgick rättspsykiatriska undersökningar 1963 och 1982 och bedömdes då ha en personlighetsstörning samt uppfyllde kriterierna för psykopati och 1998 fick han diagnosen narcissistisk personlighetsstörning med dålig ångestkontroll och bristande impulskontroll.

### Brottet
Axmyr skulle friges i maj 1982 efter att ha avtjänat ett längre fängelsestraff för olika våldsbrott, det sista i en serie straff som började 1958 för olika grova brott. Under en permission den 29 maj 1982 slog Axmyr ihjäl sin före detta flickvän Kerstin Ulla-Britt Jakobsson (född 6 juni 1962) och hennes manlige vän Hans Tommy Larsson (född 1 juni 1958) på Tredje Tvärgatan 47 i Gävle. Vid mordtillfället visste inte Axmyr vem den unge mannen var, men mannen var styvson till journalisten och politikern Allan Larsson. Innan han lämnade lägenheten tände han eld på tre olika ställen. Han greps strax efteråt i Skutskär av polisen. Axmyr dömdes 1982 till livstids fängelse för hemfridsbrott, grov mordbrand och dubbelmord. Den rättspsykiatriska utredningen visade att han inte var sinnessjuk. Vid rättegången erkände Axmyr endast att han använt kofoten mot den ena av personerna. Rätten ansåg att det var Axmyr som mördat båda och att han visat total hänsynslöshet.

### Ansökningar om nåd och straffomvandling
Kriminalvårdsstyrelsen avstyrkte Axmyrs nådeansökningar mellan 1999 och 2001  och han fick avslag på 11 nådeansökningar under den period regeringen handlade dessa ärenden.
Från 1 november 2006 handlägger Örebro tingsrätt frågor om omvandling av livstidsstraff till tidsbestämda straff. I november 2006 begärde Axmyr att få livstidsstraffet omvandlat till ett tidsbegränsat straff. I hans ärende beslutade tingsrätten den 23 november 2007 att inhämta yttrande från Socialstyrelsens vetenskapliga råd, men efter att ha tagit del av detta avslog tingsrätten ansökan.
Axmyr fick avslag på en ansökan om straffomvandling den 23 maj 2008. Beslutet överklagades till Göta hovrätt som också avslog ansökan den 20 november 2008. I december 2009 lämnade han in en ny ansökan om straffomvandling till Örebro tingsrätt. En starkt bidragande orsak till avslagen på nådeansökningarna och ansökan om straffomvandling var att Axmyr begick nya brott under hela fängelsetiden. Några av de viktigaste kraven för att rätten ska kunna besluta om straffomvandling har därför inte ansetts vara uppfyllda: "Vid prövning av omvandling skall särskilt beaktas ... om det finns risk för att den dömde återfaller i brottslighet av allvarligt slag, om den dömde har åsidosatt vad som gäller för verkställigheten och om den dömde har medverkat till att främja sin anpassning i samhället." (SFS 2006:45)
Den 7 maj 2010 meddelade Örebro tingsrätt att Axmyrs straff tidsbestämts och att han skulle släppas fri 2013. Straffet tidsbestämdes då till 46 år och sex månader, vilket är det längsta tidsbestämda straffet som utdömts i Sverige. Göta hovrätt upphävde emellertid i december 2010 tingsrättens beslut och avslog hans begäran att få straffen tidsbestämda. Axmyr vände sig då till Högsta domstolen som den 17 mars 2011 sade nej till att ta upp överklagandet.

### Indragna permissioner
Axmyrs permissioner drogs in 2006 efter att han konsekvent brutit mot regler för permissioner. Först våren 2013 fick Axmyr åter permissioner beviljade. 

### Beslut om tidsbestämt straff
Den 10 juni 2013 beslutade Örebro tingsrätt att Axmyr skulle få sitt straff tidsbestämt. Axmyr hade i och med beslutet dömts till 51 års fängelse och han släpptes, enligt praxis, efter att ha avtjänat två tredjedelar av straffet. Axmyr försattes på fri fot i juni 2016 efter att ha suttit i fängelse sedan 1982 i sammanlagt 34 år. Rätten ansåg att det fanns en viss risk för återfall i brottslighet, samtidigt som "hans personlighetsstörningar med narcissistiska och psykopatiska drag, hans missbruksbakgrund samt hans explosiva humör" kunde anses som problematiska faktorer. Örebro tingsrätt valde att tidsbestämma straffet, riskerna till trots, av hänsyn till hans höga ålder. Leif Axmyr var nästan 78 år gammal vid sitt frisläppande 2 juni 2016. Två år senare, i oktober 2018, hittades Axmyr död i sin bostad i Halmstad.